# 土卫六原位和空中侦测飞行器
土卫六原位和空中侦测飞机 (Aerial Vehicle for In situ and Airborne Titan Reconnaissance) 是一项提议探访土星的卫星-土卫六的飞行任务概念，由爱达荷大学的詹森.巴恩斯（Jason W. Barnes ）在2011年所提出。土卫六的重力约只有地球的七分之一，但大气层密度却是地球的四倍，这些条件使得在那里飞行更容易。
 

## 概要
土卫六原位和空中侦测飞机（AVIATR）是一种拟议的无人驾驶飞机（或无人航空载具），如果获得批准，它将可拍摄土卫六表面高清图像，帮助科学家了解该卫星的地质情况。按计划，在任务结束时，这架无人驾驶飞机将尝试降落到土卫六沙丘上。
 

## 概述
该任务需要设计一架120千克（260磅）的飞机，由先进斯特林放射性同位素发电机提供动力，可让它不间断地飞行约一年时间。但是，由于美国国家研究委员会《行星科学十年调查》并没有优先考虑探索土卫六，因此，先进斯特林放射性同位素发电器机的研制也被无限期搁置。
 

## 另请参阅
- 太空核能
- 蜻蜓号 (第4次新疆界计划任务)